# 付句
付句（つけく）は、日本の伝統的な文学形式である連歌（れんが）や連句（俳諧の連歌）において前句（まえく）に付けて詠ずる句。前句が長句（五・七・五）であれば付句は短句（七・七）に作り、前句が短句であれば付句は長句に作る。句を付け合うことは付合（つけあい）という。連句や長連歌（鎖連歌）では発句（ほっく、最初の句）以外の句はすべて付句といえるが、個々の付句たとえば句Cから見た場合その直前の句Bを前句と称し、さらにその前の句Aを打越（うちこし）という。また、句Bを隔てて句Aと句Cとが相対することを打越という。
付句はふつう前句の作者とは別の者が作るが、独吟といって連歌や連句1巻を一人で作ることもある。また、付句はふつう前句の提示後に新たに作るが、以前に別の前句に付けた句を言わば再利用して付句とする場合もある。